# Велька Крокев
Велька Крокев имени Станислава Марусажа близ Закопане (пол. Wielka Krokiew imienia Stanisława Marusarza) — самый большой трамплин для прыжков в Польше; один из двух больших трамплинов в стране (см. также трамплин Малинка в Висле).
Построен по проекту Кароля Стрыенского, открыт 22 марта 1925 года. Первым рекордсменом на данном трамплине был Станислав Гонсеница-Сечка (35 метров). В 2004 году на трамплине было установлено покрытие из поливинилхлорида.
На трамплине проводятся чемпионат Польши, этап Кубка мира, Континентального кубка и летнего Гран-При.
- Конструкцийный пункт — 120 метров.
- Судейский пункт — 134 метра.
- Официальный рекорд — 147 метров (Юкия Сато, 2019).